# Briann January
Briann January, née le 11 janvier 1987 à Spokane (État de Washington), est une joueuse américaine professionnelle de basket-ball.

## Biographie

### Jeunesse
Briann Jolie January est née à Spokane (Washington) le 11 janvier 1987, fille de Barry, un instructeur de karaté, et de Sally, une enseignante.
January a été diplômée en 2005 à la Lewis and Clark High School , elle excelle en basket-ball mais aussi en athlétisme (sprint, championne de son État en saut en hauteur en 2004). Elle est également ceinture noire de karaté.
January a mené Lewis and Clark High School à un record de 25-3 et à une apparition en demi-finale de l'État en tant que senior, avec une moyenne de 13 points par match lors de sa dernière saison, et a été MVP de l'équipe et leader des passes décisives à chacune de ses quatre saisons.

### Carrière universitaire
Avec les Sun Devils d'Arizona State, elle est élue deux fois meilleure défenseuse de la conférence Pac 10 (actuelle Pac 12), en 2008 puis 2009, ainsi que cette même année dans le meilleur cinq de la Conférence. Elle finit sa carrière universitaire avec le record de l'université pour les passes décisives (538) et l'adresse aux lancers francs (83,0 %), seconde aux interceptions (272) et aux lancers francs réussis (401). Avec 65 réussites, elle établit aussi un nouveau record de paniers à trois points réussis sur une seule saison lors de son année senior et elle est la seule joueuse des Sun Devils à être durant ses quatre saisons la meilleure passeuse et interceptrice de l'équipe.
En 2009, elle réalise de bonnes statistiques (12,3 points et 4,8 passes décisives, 44,8 % à 3 points en senior). Ses 22 points face à Texas portent son équipe en quart de finale (Elite Eight) mais l'équipe est ensuite battue par les Huskies du Connecticut.

### Carrière professionnelle
Sixième choix de la draft WNBA 2009 par le Fever de l'Indiana, elle est une des rookies ayant le mieux répondu aux attentes placées en elle, se faisant remarquer par ses qualités d'interceptrice. Bien que remplaçante de Tully Bevilaqua, elle aligne 6,9 points, 2,3 passes décisives, 1,9 rebond et 1,09 interception par rencontre, chiffres qu'elle élève à 10,6 points, 3,0 passes et 2,4 rebonds en play-offs, où le Fever atteint les Finales. Elle confirme l'année suivante et intègre le cinq de départ pour sa troisième saison WNBA.
En 2014, ses performances lui permettent d'être sélectionnée pour le WNBA All-Star Game, elle poursuit sur de très bonnes bases lors de la saison WNBA 2015. Fin août avec 8,0 points et 3,4 passes décisives, elle signe un nouveau contrat de longue durée avec le Fever.
Après la retraite sportive de Tamika Catchings, l'entraîneuse Pokey Chatman souhaite en faire la nouvelle leader du Fever afin de prolonger la plus longue série (12 ans) de play-offs consécutifs de la ligue.
Lors de la saison WNBA 2017, elle cumule 9,5 points et 3,9 passes décisives en 25 rencontres, mais voit sa fin de saison interrompue par une blessure au ménisque. En mars 2018, elle est envoyée au Mercury de Phoenix contre le huitième choix de la draft WNBA 2018, retrouvant ainsi l'Arizona de ses années universitaires.

### Europe
En janvier 2010, elle signe en Turquie pour remplacer Ketia Swanier au club de Tarsus, puis l'année suivante en Israël à Raanana Hertzeliya.
Après une année à 16,4 points, 3,9 passes décisives, 3,1 balles perdues et 2,8 rebonds, elle renouvelle en juin 2015 son contrat pour une année supplémentaire à Adana.

## Équipe nationale
Elle figure dans la présélection pour le championnat du monde 2014 mais fait partie des joueuses invitées à le quitter avant la première rencontre amicale.

## Palmarès et distinctions

### Palmarès
- Championne WNBA 2012

### Distinctions individuelles
- 2008 & 2009 Pac-10 Defensive Player of the Year.
- 2008 (AP) and 2009 (AP and WBCA) Honorable Mention All-American.
- 2009 All-Pac-10 First Team.
- 2008 Associated Press Honorable Mention All-American.
- 2008 Pac-10 Defensive Player of the Year.
- 2008 All-Pac-10 Second Team[13].
- Participation au WNBA All-Star Game 2014[14]
- Meilleur cinq défensif de la WNBA 2012, 2014, 2015, 2016[15]
- Second cinq défensif de la WNBA 2013, 2017[16].